# Академическая гребля на летних Олимпийских играх 2024 — двойки (мужчины)
Соревнования мужчин в гребле в двойках распашных на летних Олимпийских играх 2024 года прошли с 27 июля по 2 августа 2024 года на Национальном олимпийском водном стадионе региона Иль-де-Франс в пригороде Парижа Вер-сюр-Марн.

## Формат соревнований
Класс двоек распашных относится к распашным классам академической гребли, когда гребец использует только одно весла, рулевого нет. Олимпийские соревнования проводятся в несколько раундов. Первый раунд состоит из трех заездов. Первые три лодки из каждого заезда выходят в полуфинал, остальные проходят в утешительные заезды. Утешительный заезд – это раунд, который дает гребцам второй шанс пройти в полуфинал. Три лучшие лодки из утешительного заезда проходят в полуфинал, остальные выбывают.
Третий раунд состоит из двух полуфиналов, в каждом из которых участвовало по 6 лодок. Три лучшие лодки из каждого заезда прошли в финал А и разыграли медали. Остальные лодки прошли в финал В.
Финалы были заключительным этапом, определяющий итоговые места. В финале А были разыграны медали, а также места с 4 до 6-го, в финале B были определены места с 7-го по 12-е.

## Расписание
Соревнования продолжались в течение шести дней. Указанное время ниже время – это время начала сессии; в течение сессии могут проводиться заезды в нескольких классах судов по академической гребли.
Время начала соревнований указано местное (UTC+2)
| Дата                     | Время | Раунд               |
| ------------------------ | ----- | ------------------- |
| Воскресенье 28 июля 2024 | 10:30 | Заезды              |
| Понедельник 29 июля 2024 | 10:30 | Утешительные заезды |
| Среда 31 июля 2024       | 10:54 | Полуфиналы          |
| Пятница 2 августа 2024   | 10:54 | Финалы              |

## Призёры
| Золото                                       | Серебро                                             | Бронза                                 |
| Хорватия · Мартин Синкович · Валент Синкович | Великобритания · Оливер Уинн-Гриффит · Томас Джордж | Швейцария · Роман Русли · Андрин Гулих |

## Результаты

### Заезды
Три лучших лодки из каждого заезда выходят в полуфиналы, остальные проходят в утешительные заезды.

#### Заезд 1
| Место | Дорожка | Спортсмены                      | Страна         | Время   | Примечание |
| ----- | ------- | ------------------------------- | -------------- | ------- | ---------- |
| 1     | 1       | Хайме Каналехо Хавьер Гарсия    | Испания        | 6:32.28 | Q          |
| 2     | 5       | Даниэль Уильямсон Филлип Уилсон | Новая Зеландия | 6:32.44 | Q          |
| 3     | 2       | Росс Корриган Натан Тимони      | Ирландия       | 6:32.69 | Q          |
| 4     | 3       | Роман Русли Андрин Гулих        | Швейцария      | 6:32.71 | R          |
| 5     | 4       | Уильям Бендер Оливер Баб        | США            | 7:02.62 | R          |

#### Заезд 2
| Место | Дорожка | Спортсмены                           | Страна   | Время   | Примечание |
| ----- | ------- | ------------------------------------ | -------- | ------- | ---------- |
| 1     | 4       | Мартин Синкович Валент Синкович      | Хорватия | 6:35.28 | Q          |
| 2     | 2       | Флорин Артени Флорин Лехач           | Румыния  | 6:40.29 | Q          |
| 3     | 1       | Довидас Станкунас Домантас Станкунас | Литва    | 6:44.59 | Q          |
| 4     | 3       | Давиде Комини Джованни Кодато        | Италия   | 6:50.25 | R          |

#### Заезд 3
| Место | Дорожка | Спортсмены                       | Страна         | Время   | Примечание |
| ----- | ------- | -------------------------------- | -------------- | ------- | ---------- |
| 1     | 2       | Оливер Уинн-Гриффит Томас Джордж | Великобритания | 6:33.88 | Q          |
| 2     | 4       | Джон Смит Кристофер Бакстер      | ЮАР            | 6:36.71 | Q          |
| 3     | 3       | Юлиус Крист Зэнке Крузе          | Германия       | 6:38.86 | Q          |
| 4     | 1       | Патрик Холт Саймон Кинан         | Австралия      | 6:49.79 | R          |

### Утешительный заезд
Три лучшие лодки проходят в полуфинал, остальные выбывают.
| Место | Дорожка | Спортсмены                    | Страна    | Время   | Примечание |
| ----- | ------- | ----------------------------- | --------- | ------- | ---------- |
| 1     | 3       | Роман Русли Андрин Гулих      | Швейцария | 6:47.38 | Q          |
| 2     | 4       | Давиде Комини Джованни Кодато | Италия    | 6:50.31 | Q          |
| 3     | 1       | Уильям Бендер Оливер Баб      | США       | 6:51.32 | Q          |
| 4     | 2       | Патрик Холт Саймон Кинан      | Австралия | 6:53.40 |            |

### Полуфиналы
Три лучшие лодки из каждого заезда проходят в финал А, остальные в финал В.

#### Полуфинал A/B 1
| Место | Дорожка | Спортсмены                           | Страна    | Время   | Примечание |
| ----- | ------- | ------------------------------------ | --------- | ------- | ---------- |
| 1     | 3       | Мартин Синкович Валент Синкович      | Хорватия  | 6:29.98 | FA         |
| 2     | 6       | Роман Русли Андрин Гулих             | Швейцария | 6:32.18 | FA         |
| 3     | 4       | Хайме Каналехо Хавьер Гарсия         | Испания   | 6:36.30 | FA         |
| 4     | 5       | Джон Смит Кристофер Бакстер          | ЮАР       | 6:40.35 | FB         |
| 5     | 2       | Довидас Станкунас Домантас Станкунас | Литва     | 6:43.60 | FB         |
| 6     | 1       | Уильям Бендер Оливер Баб             | США       | 6:46.11 | FB         |

#### Полуфинал A/B 2
| Место | Дорожка | Спортсмены                       | Страна         | Время   | Примечание |
| ----- | ------- | -------------------------------- | -------------- | ------- | ---------- |
| 1     | 2       | Флорин Артени Флорин Лехач       | Румыния        | 6:29.86 | FA         |
| 2     | 3       | Оливер Уинн-Гриффит Томас Джордж | Великобритания | 6:31.56 | FA         |
| 3     | 5       | Росс Корриган Натан Тимони       | Ирландия       | 6:32.22 | FA         |
| 4     | 4       | Даниэль Уильямсон Филлип Уилсон  | Новая Зеландия | 6:32.77 | FB         |
| 5     | 6       | Давиде Комини Джованни Кодато    | Италия         | 6:45.86 | FB         |
| 6     | 1       | Юлиус Крист Зэнке Крузе          | Германия       | 6:47.13 | FB         |

### Финалы

#### Финал B
| Место | Дорожка | Спортсмены                           | Страна         | Время   |
| ----- | ------- | ------------------------------------ | -------------- | ------- |
| 7     | 3       | Даниэль Уильямсон Филлип Уилсон      | Новая Зеландия | 6:24.55 |
| 8     | 5       | Довидас Станкунас Домантас Станкунас | Литва          | 6:25.94 |
| 9     | 4       | Джон Смит Кристофер Бакстер          | ЮАР            | 6:27.11 |
| 10    | 6       | Уильям Бендер Оливер Баб             | США            | 6:28.57 |
| 11    | 1       | Юлиус Крист Зэнке Крузе              | Германия       | 6:28.61 |
| 12    | 2       | Давиде Комини Джованни Кодато        | Италия         | 6:28.62 |

#### Финал A
| Место | Дорожка | Спортсмены                       | Страна         | Время   |
| ----- | ------- | -------------------------------- | -------------- | ------- |
| 1     | 3       | Мартин Синкович Валент Синкович  | Хорватия       | 6:23.66 |
| 2     | 5       | Оливер Уинн-Гриффит Томас Джордж | Великобритания | 6:24.11 |
| 3     | 2       | Роман Русли Андрин Гулих         | Швейцария      | 6:24.76 |
| 4     | 1       | Флорин Артени Флорин Лехач       | Румыния        | 6:25.61 |
| 5     | 4       | Хайме Каналехо Хавьер Гарсия     | Испания        | 6:29.60 |
| 6     | 6       | Росс Корриган Натан Тимони       | Ирландия       | 6:30.49 |